# Российско-литовская граница
Российско-литовская граница проходит (с запада на юго-восток, по часовой стрелке) через Куршскую косу и Куршский залив, потом проходит по Неману, затем — по рекам Шешупе, Шервинта, Лепоне, акватории Виштынецкого озера. Участки, на которых граница не проходит по рекам или озеру, невелики. Они находятся между Неманом и Шешупой, между Лепоной и северной оконечностью Виштынецкого озера и между южной оконечностью Виштынецкого озера и точкой, где сходятся границы трёх государств — России, Польши и Литвы. На наземных участках граница оборудована инженерно-техническими сооружениями (проволочные заграждения и контрольно-следовая полоса). Для пересечения границы с Литвой требуется Шенгенская виза. При этом для граждан России, желающих попасть в основную часть, предусмотрен упрощённый транзитный документ (УТД).
Протяжённость сухопутной границы составляет 266,0 км (в том числе 29,9 км собственно сухопутной, 206,0 км речной и 30,1 км озёрной), помимо этого имеется участок межгосударственной морской границы в 22,4 км.

## История
Граница РСФСР с Литовской ССР была установлена после Великой Отечественной войны. По большей части она повторяет границу Восточной Пруссии межвоенного времени. В 1923 году Клайпедский край (Мемельланд) был передан Литве, а в 1939 году Литва вынуждена была возвратить его Германии. До 1991 года эта граница была внутренней границей Советского Союза между РСФСР и Литовской ССР. В 1997 году между Российской Федерацией и Литовской Республикой был заключен пограничный договор, в котором были устранены несуразности прохождения границы между РСФСР и Литовской ССР, например, Виштынецкое озеро было разделено между государствами, а ранее вся территория водоема была частью Российской Федерации. Взамен Россия получила соответствующую территориальную компенсацию в другом районе прохождения границы. Договор вступил в силу в 2003 году.
С 19 сентября 2022 года власти Литвы официально запретили въезд россиян в страну по любой действующей шенгенской визе. 

## Экономика
На российско-литовской границе имеет место контрабанда и полулегальная «челночная» торговля более дешёвыми российскими и белорусскими продуктами, которые вывозятся в Литву для дальнейшей перепродажи. Особенно популярны сигареты и бензин.

## Пограничные регионы
Регионы Литвы, граничащие с Россией:
- Клайпедский уезд
- Мариямпольский уезд
- Таурагский уезд

 Регион России, граничащий с Литвой:
- Калининградская область